# Pierre Poumadère
Pierre Poumadère est un homme politique français, né le 6 octobre 1907 à Monassut-Audiracq (Pyrénées-Atlantiques) et mort le 2 avril 1995 à Pamiers (Ariège).

## Biographie
Issu d'une modeste famille de paysan, il le certificat d'étude primaire puis suit les cours de l’École universelle par correspondance.
À la fin de ses 18 mois de service militaire, il est caporal. Il devient cheminot à Auch (Gers).
Il est responsable de la Résistance lors de la Seconde Guerre  mondiale et dirigeant syndical des cheminots. 
Après la guerre, il est élu député communiste de l'Ariège de 1945 à 1951.

### Sources
- Ressources relatives à la vie publique :   - Maitron
  - Base Sycomore
- Louis Claeys, Deux siècles de vie politique dans le Département de l'Ariège 1789-1989, Pamiers 1994